# Women's Regional Handball League 2012-13
Women's Regional Handball League 2012-13 var den femte sæson af Women's Regional Handball League.
Ligaen havde deltagelse af otte hold fra Kroatien, Serbien, Montenegro og Makedonien, som mødte hinanden i en dobbeltturnering ude og hjemme. De fire bedst placerede hold gik videre til slutspillet, der blev afviklet i final 4-format.
Mesterskabet blev vundet af ŽRK Budućnost, som både vandt med 30-16 over ŽRK Metalurg i finalen, og som dermed vandt Women's Regional Handball League for fjerde gang i træk.

## Resultater

### Grundspil
| Plac. | Klub                  | Kampe              | Vund.              | Uafgj.             | Tabte              | + Mål −            | Point              |
| ----- | --------------------- | ------------------ | ------------------ | ------------------ | ------------------ | ------------------ | ------------------ |
| 1.    | ŽRK Budućnost         | 12                 | 10                 | 0                  | 2                  | 333-240            | 20                 |
| 2.    | RK Podravka Vegeta    | 12                 | 9                  | 2                  | 1                  | 335-264            | 20                 |
| 3.    | ŽRK Lokomotiva Zagreb | 12                 | 8                  | 1                  | 3                  | 321-311            | 17                 |
| 4.    | ŽRK Metalurg          | 12                 | 6                  | 1                  | 5                  | 277-257            | 13                 |
| 5.    | ŽRK Vardar            | 12                 | 4                  | 0                  | 8                  | 291-308            | 8                  |
| 6.    | ŽORK Jagodina         | 12                 | 3                  | 0                  | 9                  | 273-310            | 6                  |
| 7.    | ŽRK Biseri Pljevlja   | 12                 | 0                  | 0                  | 12                 | 229-369            | 0                  |
| -     | ŽRK Zaječar           | Forlod turneringen | Forlod turneringen | Forlod turneringen | Forlod turneringen | Forlod turneringen | Forlod turneringen |

### Slutspil
Slutspillet med de fire bedste hold blev spillet i Tivat, Montenegro.
| Dato        | Hold                                       | Res.        | Pause       |
| Semifinaler | Semifinaler                                | Semifinaler | Semifinaler |
| ----------- | ------------------------------------------ | ----------- | ----------- |
| 18.5.       | RK Podravka Vegeta - ŽRK Metalurg          | 26–28       | 10-13       |
| 18.5.       | ŽRK Budućnost - ŽRK Lokomotiva Zagreb      | 32–25       | 17-11       |
| Bronzekamp  |                                            |             |             |
| 19.5.       | RK Podravka Vegeta - ŽRK Lokomotiva Zagreb | 27–28       | 17-11       |
| Finale      |                                            |             |             |
| 19.5.       | ŽRK Metalurg - ŽRK Budućnost               | 16–30       | 9-20        |